# Saguinus inustus
Saguinus inustus är en däggdjursart som först beskrevs av Schwartz 1951.  Saguinus inustus ingår i släktet tamariner och familjen kloapor. IUCN kategoriserar arten globalt som livskraftig. Inga underarter finns listade.

## Utseende
Arten når en kroppslängd (huvud och bål) av 21till 26 cm, en svanslängd av 33 till 41 cm och en vikt av ungefär 430 g. En enskild hanne vägde 500 g. Pälsen är i princip helt svartaktig. Endast på ryggens topp kan en chokladbrun skugga förekomma och på kroppssidorna finns inslag av kanelbrun. Det nästan nakna ansiktet är främst köttfärgad med några glest fördelade vita hår. På de nakna svarta öronen kan det finnas vita punkter. Påfallande är de vita könsdelarna.

## Utbredning
Denna kloapa förekommer i nordvästra Amazonområdet i nordvästra Brasilien och sydöstra Colombia. Habitatet utgörs av fuktiga skogar och andra skogar. Arten vistas ofta nära människans boplatser.

## Ekologi
Saguinus inustus har ungefär samma beteende som andra tamariner. Den äter frukter, nektar, blommor och naturgummi som kompletteras med några smådjur som insekter, grodor och ödlor. Individerna bildar flockar som vanligen har 2 till 8 medlemmar och ibland ökar antalet till 15 medlemmar. Toleransen gentemot andra flockar är troligen inte lika bra som hos andra tamariner. En observerad flock försvarade det 35 hektar stora territoriet.
Tandgladan (Harpagus bidentatus) följer ibland efter flockar för att äta insekter som apan lämnar efter sig.